# 문명 VI: 흥망성쇠
문명 VI: 흥망성쇠(Civilization VI: Rise and Fall)는 턴제 전략 비디오 게임 문명 VI의 첫 번째 공식 확장팩이다. 2018년 2월 8일 출시된 이 확장팩은 새로운 기능, 문명, 지도자들을 추가한다.

## 개발
이 확장팩은 9명의 새로운 지도자와 8개의 새로운 문명을 도입했다.
- 그녀의 도시로의 교역을 전문으로 하는 빌헬미나가 이끄는 네덜란드
- 과학에 특화된 선덕여왕이 이끄는 한국
- 새로운 황금기 시스템에서 상대로부터 이익을 얻는 라우타로(en:Lautaro)가 이끄는 마푸체족
- 동맹과 교역을 맺는 파운드메이커(en:Poundmaker)가 이끄는 크리족
- 강력한 기병대를 구축할 수 있는 칭기즈 칸이 이끄는 몽골
- 황금기와 신앙 기반 성장을 전문으로 하는 타마르가 이끄는 조지아
- 쾌적도를 기반으로 한 강력한 과학 게임을 지향하는 로버트 1세의 스코틀랜드
- 게임 초반에 군단과 군대를 활용해 큰 파장을 일으키며 군사력을 크게 향상시키는 샤카 카센잔가코나가 이끄는 줄루
- 군사 및 신앙 혜택에 초점을 맞추는 이미 포함된 인도 문명의 대체 지도자 찬드라굽타 마우리아

## 평가
| 평가                                          |        |
| --------------------------------------------- | ------ |
| 통합 점수 통합사 점수 메타크리틱 79/100 [ 3 ] |        |
| 통합 점수                                     |        |
| 통합사                                        | 점수   |
| 메타크리틱                                    | 79/100 |